# Robert Vandeputte
Robert Vandeputte (Anvers, 26 février 1908 - Bruxelles, 18 novembre 1997) est un juriste, banquier et homme politique belge. Il a été ministre des Finances pour le Parti social chrétien flamand (CVP) et gouverneur de la Banque nationale de Belgique.

## Biographie
Robert Marie Antoine Cyrille Vandeputte, né à Anvers le 26 février 1908, est le fils de Cyriel Vandeputte, officier d'infanterie, et d'Anna Dhont. Il était marié à Marie-Louise Cauwe. Il est le père du baron Tony Vandeputte, administrateur délégué de la Fédération des Entreprises de Belgique (FEB).
Il fait ses études secondaires au Collège Notre-Dame d'Anvers. Il obtient deux diplômes à l'Université catholique de Louvain (UCL) : en 1930, celui de docteur en droit et, en 1932, celui de docteur en sciences politiques et sociales. Il suit également des cours aux universités de Paris, Berne, Nimègue et Berlin.  À partir de 1930, il est inscrit comme avocat au barreau d'Anvers.
En 1933, il commence à enseigner à l'Université catholique de Louvain. Il restera professeur d'université jusqu'en 1978. 
En 1939, il devient chef de cabinet des ministres des Affaires économiques Gustave Sap et August De Schryver.
Il devient en 1940 secrétaire-général de le Association belge des Banques (ABB) et, en 1943, membre de la direction de la Banque nationale de Belgique et de la Banque d'émission à Bruxelles. Après la guerre, il quitte ces mandats pour la finance privée ; en 1948 comme président de la Société Nationale de Crédit à l'Industrie (SNCI). De 1954 à 1971, il devient membre du Conseil de régence de la Banque nationale de Belgique et occupe de nombreux autres mandats dans des organismes publics et privés. Il écrit également des articles à caractère monétaire et économique dans le journal « De Standaard ».

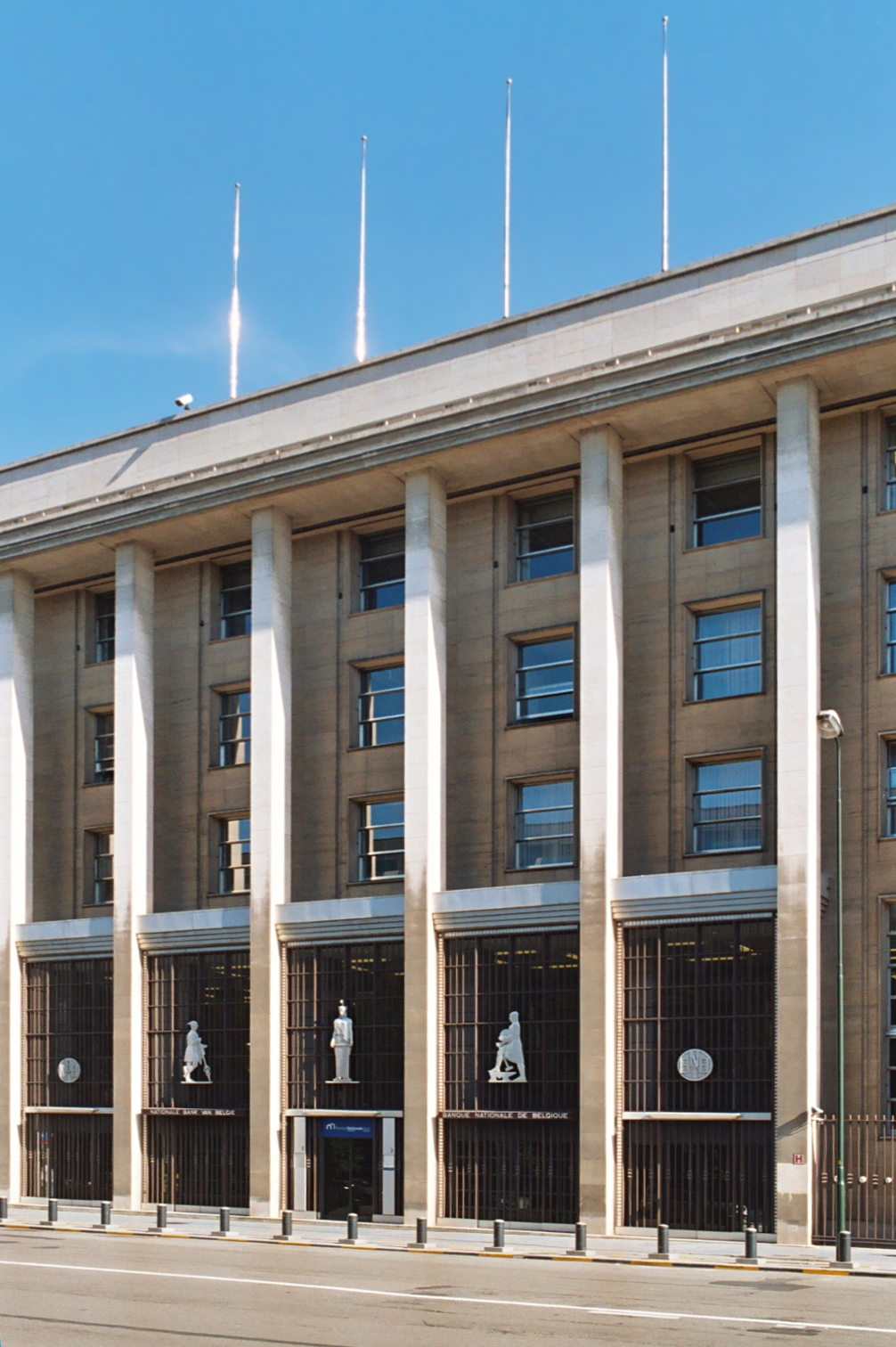
Immeuble de la Banque nationale de Belgique à Bruxelles.

En 1971, il est nommé gouverneur de la Banque nationale de Belgique (BNB) au cours d'une période de grande instabilité monétaire et qui voit la disparition du système mis en place à la Conférence de Bretton Woods. Parallèlement, est mis en œuvre en avril 1972, un système de taux de change européen le « serpent monétaire européen ». Vandeputte était un grand partisan de l'intégration monétaire européenne. À partir de 1974, il fait partie du Comité des présidents de banques centrales de la Communauté européenne et du Fonds pour la coopération européenne au niveau monétaire. Il était également, en tant que gouverneur de la BNB, administrateur du Fonds monétaire international et de la Banque mondiale. Atteint par la limite d'âge, il quitte ses fonctions à la BNB en 1975.
Il continue toutefois à mener une vie particulièrement active dans les domaines académique, économique, culturel et dans l'enseignement.
En 1981, il est appelé comme ministre des Finances dans le gouvernement Mark Eyskens où, vu la courte durée de ce gouvernement, il n'aura pas le temps de mener à bien des réformes. 